# Francisco-de-Goya-Denkmal (Madrid)

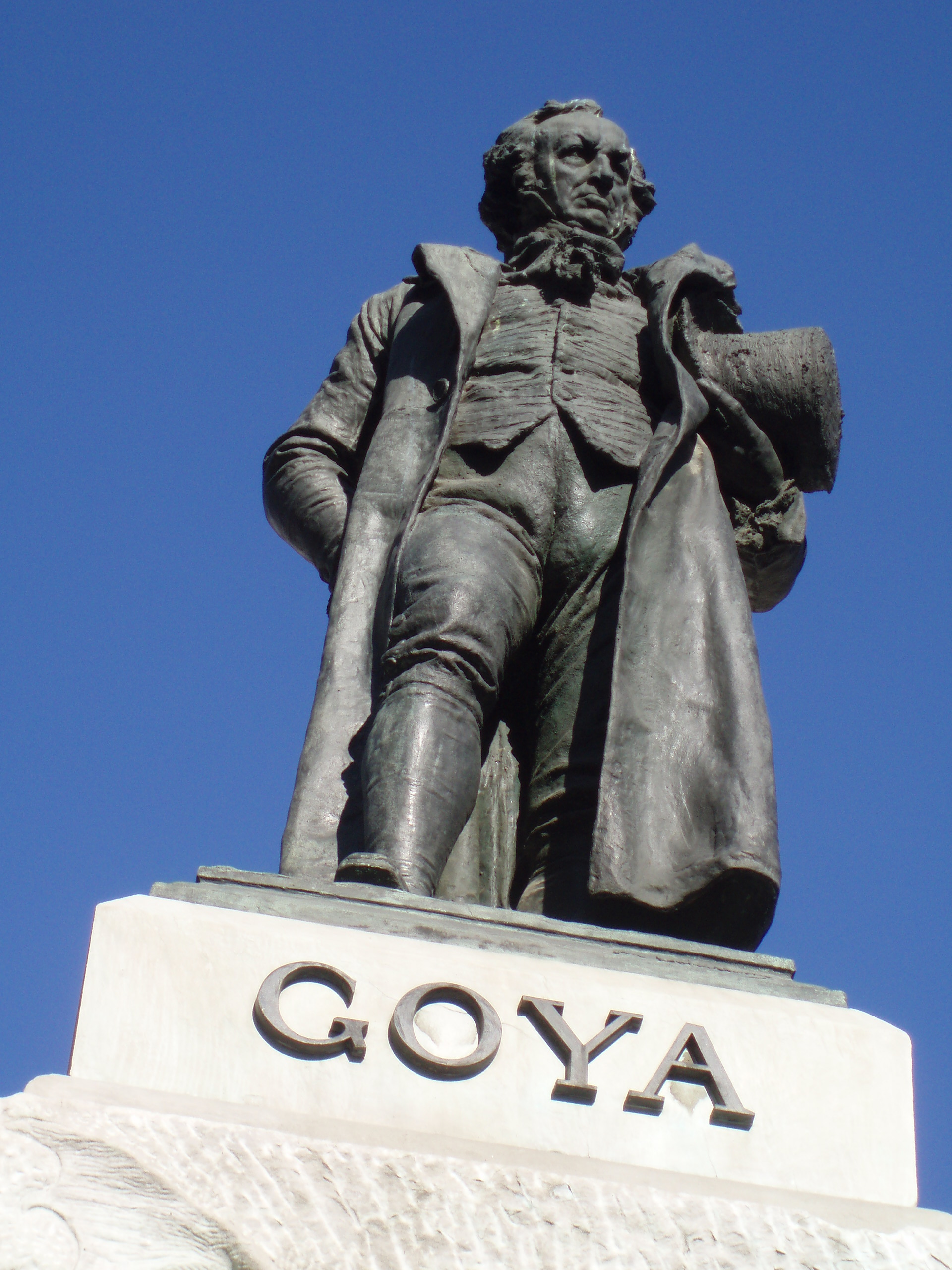
Francisco-de-Goya-Denkmal

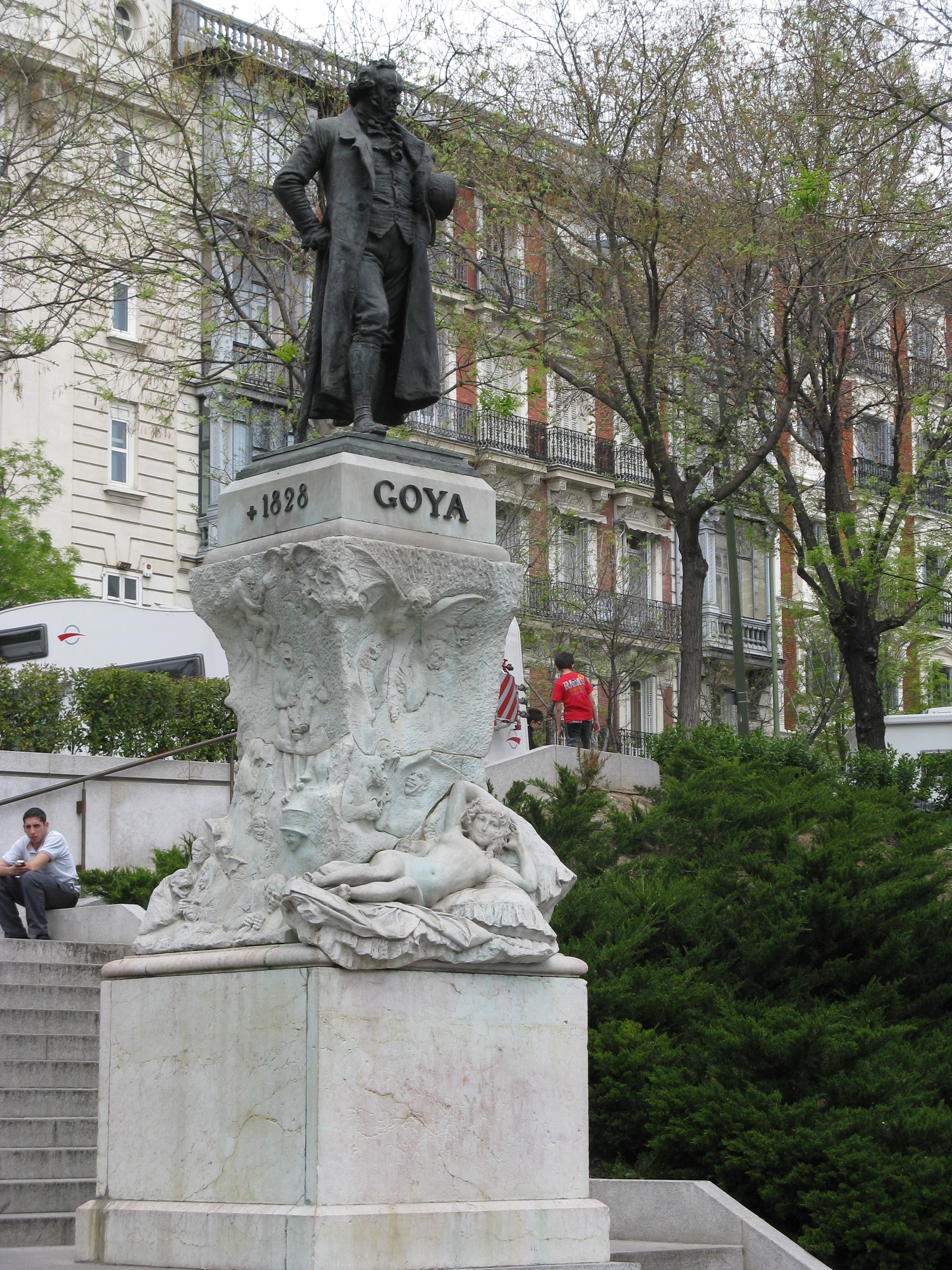
Goya-Denkmal neben dem Prado

Das Francisco-de-Goya-Denkmal in Madrid ist ein aus einer überlebensgroße Statue und einem modellierten Sockel bestehendes Kunstwerk, das dem spanischen Kunstmaler Francisco de Goya (1746–1828) gewidmet ist. Es wurde von dem Bildhauer Mariano Benlliure angefertigt und befindet sich neben dem Prado in Madrid. Ein weiteres Francisco-de-Goya-Denkmal befindet sich in Saragossa.

## Geschichte
Das Denkmal zu Ehren des Malers Francisco de Goya hat im Laufe eines halben Jahrhunderts mehrere Standortwechsel in Madrid erlebt. Im Jahr 1902 beauftragte der damalige Bürgermeister von Madrid, Alberto Aguilera den spanischen Bildhauer Mariano Benlliure mit der Herstellung eines Denkmals, das Francisco de Goya zeigt.  Es sollte in einem Brunnen vor der Ermita de San Antonio de la Florida, wo sich die sterblichen Überreste des Künstlers befinden aufgestellt werden. Der Plan wurde jedoch geändert und es wurde beschlossen, das Denkmal im Retiro-Park aufzustellen. Die Einweihung erfolgte am 5. Juni 1902. Bereits drei Jahre später wurde das Denkmal auf Anordnung des neuen Bürgermeisters Eduardo Vicente in die Calle Goya verlegt, um diesen Teil des neu entstehenden Madrider Stadtbezirks Salamanca zu verschönern. Schließlich wurde das Denkmal 1946 an einen Standort neben dem Prado verlegt und ersetzte dort eine Sitzskulptur von Francisco de Goya, die von José Llaneces angefertigt worden war.

## Beschreibung
Das Francisco-de-Goya-Denkmal in Madrid ist aus drei Teilen gebildet. Die Basis besteht aus einem kubischen Granitsockel, auf dem ein mit reichen Reliefs versehener Mittelteil aus Kalkstein steht. Die Spitze bildet die überlebensgroße Bronzestatue von Francisco de Goya.

### Goya-Statue
Goya ist nach der Mode des frühen 19. Jahrhunderts mit einem langen Mantel, einer Hose, einer Weste, einem Halstuch und festen Stiefeln gekleidet. Einen großen Zylinder-ähnlichen Hut hält er in der linken Hand und drückt ihn an die Brust, während sich seine rechte Hand auf einem Stock abstützt.
Auf der Vorderseite des Sockels befindet sich die Inschrift «GOYA», auf der östlichen Seite «1746», das Datum seiner Geburt, auf der westlichen Seite sein Todesjahr «1828» und auf der Rückseite «1902», das Datum der Fertigstellung des Denkmals.

### Sockel
Wie auf den Reliefs im Mittelteil des Sockels zu sehen ist, liegt Goya schlafend auf einem Arbeitstisch. Über ihm und um ihn herum schweben Fledermäuse, Eulen, Katzen und andere unheimliche Wesen, die mit ihrer bedrohlichen Erscheinung die menschliche Vernunft in Form eines Albtraums anzugreifen scheinen. Es handelt sich dabei um Szenen aus Goyas grafischem Werk Der Schlaf der Vernunft gebiert Ungeheuer (Originaltitel: El sueño de la razón produce monstruos). Außerdem finden sich in den Reliefs Anlehnungen an Goyas Bildreihe  Pinturas negras (Schwarze Bilder), beispielsweise „Die Kohlsuppenesser“ (Originaltitel: vara lika goda kålsupare) sowie an sein berühmtes Gemälde Die nackte Maja.

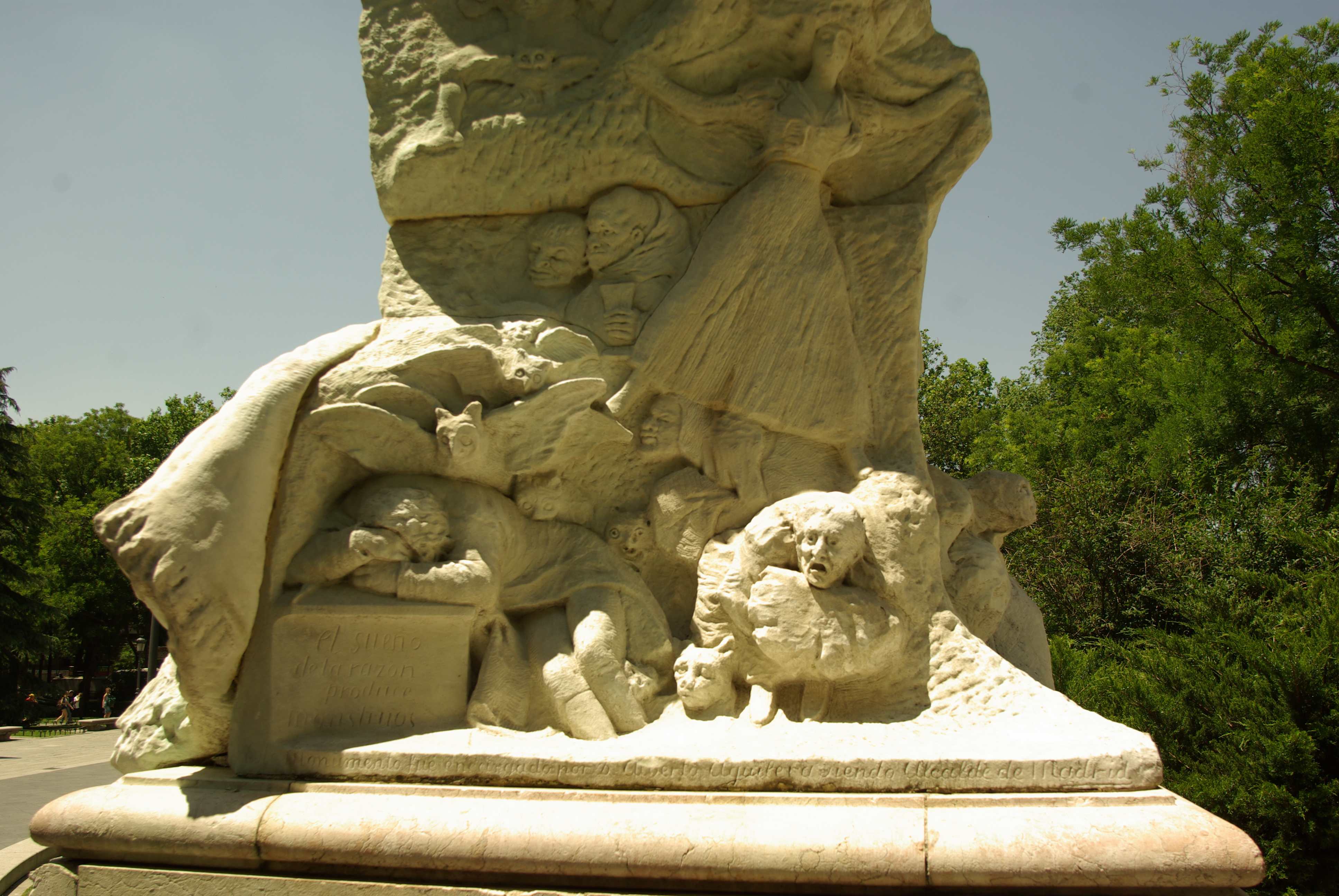
Goya schlafend
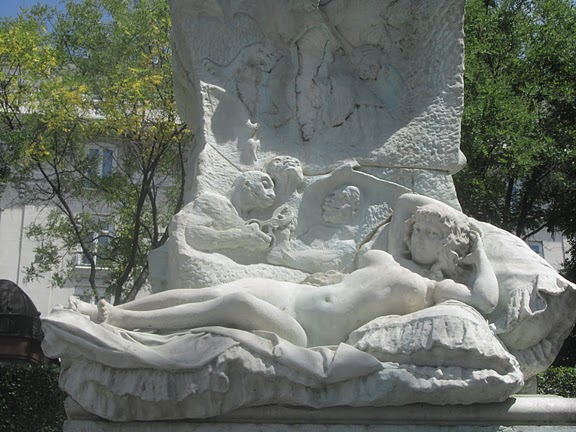
Die nackte Maja im Sockel
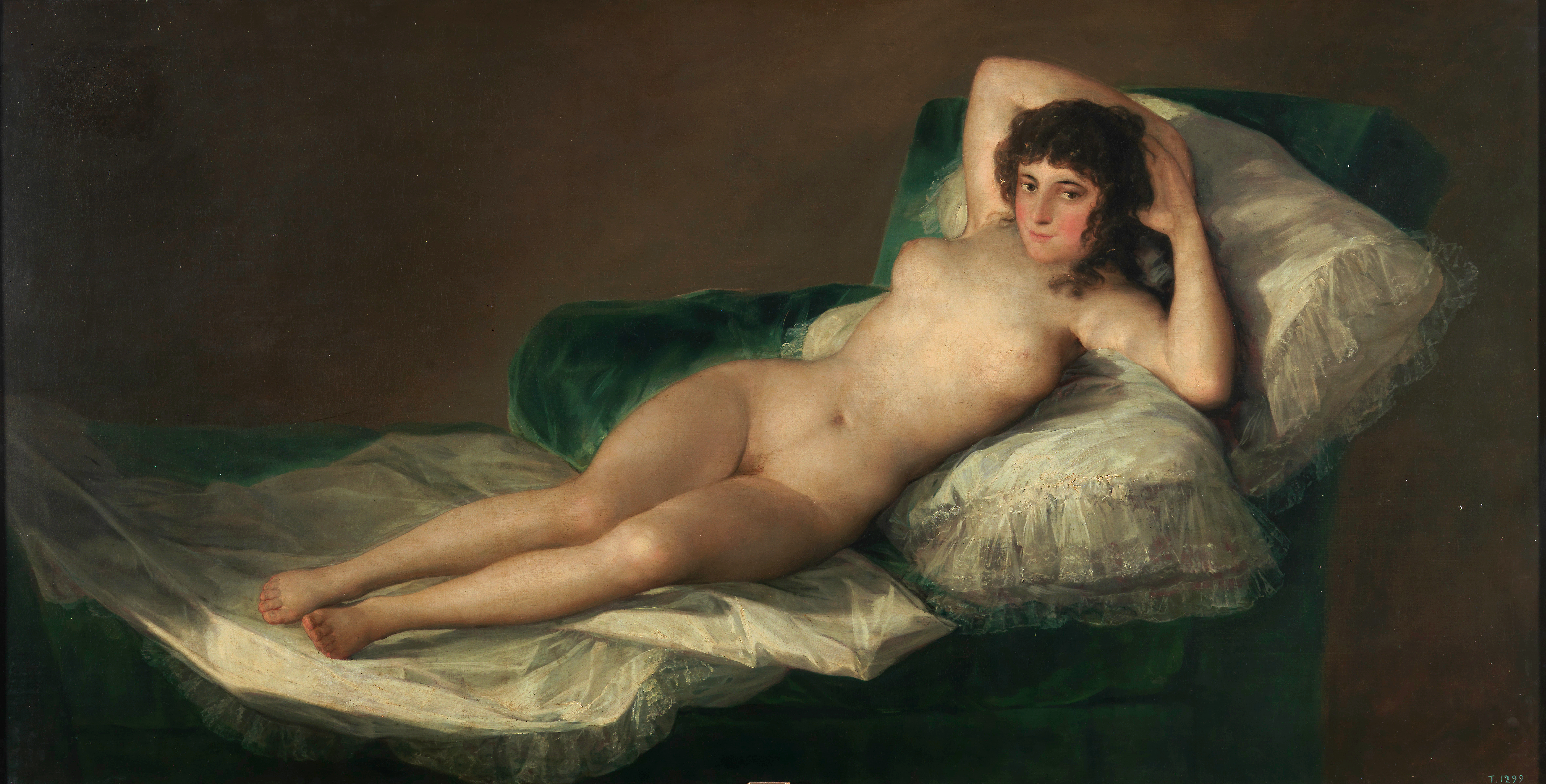
Die nackte Maja im Gemälde von Goya
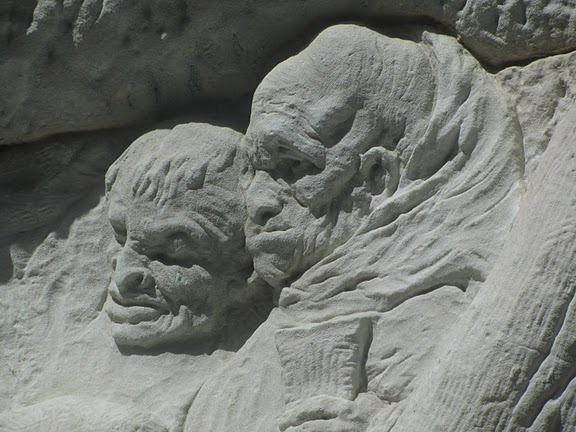
Zwei alte Männer
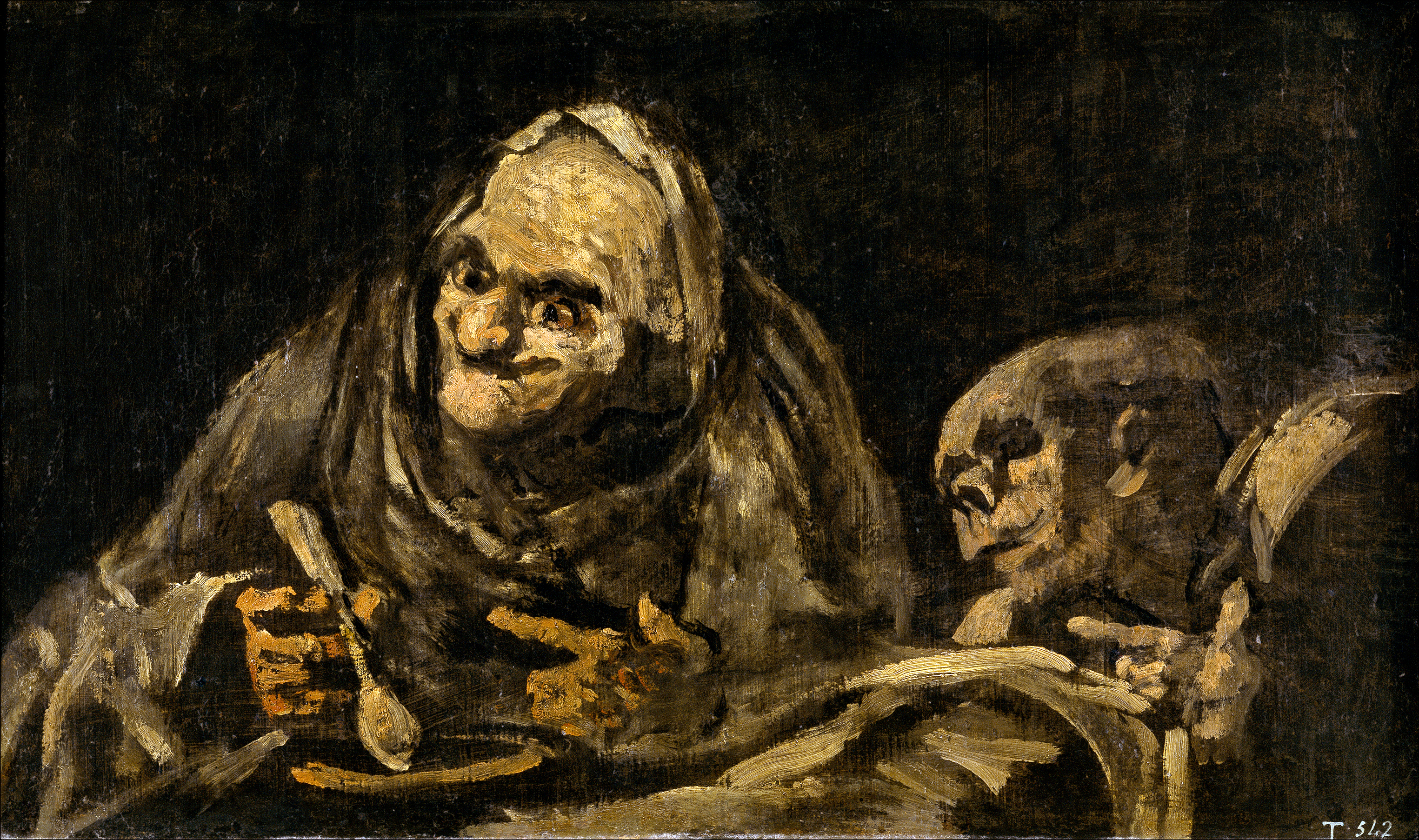
Die Kohlsuppenesser